# Наддніпрянська правда
Наддніпря́нська пра́вда — громадсько-політична газета Херсонської області.
Засновники: Херсонська обласна рада та редакція газети.
Періодичність: 3 рази на тиждень.
Обсяг: 4 стор. А2.

## Історія
Почала видаватись 1917 як орган Херсонської Ради робітничих і солдатських депутатів під назвою «Солдат и рабочий» (1917—1918). Потім виходила під назвами «Херсонская правда» (1919), «Известия» (1919—1921), «Херсонский коммунар» (1922—1925), «Херсонський комунар» (1925), «Червоний селянин» (1925—1928), «Рабочий» (1925—1928). З 1 березня 1928 замість газет «Рабочий» і «Червоний селянин» було створено «Наддніпрянську правду». Під час нацистської окупації Херсонщини 1941—1944 не видавалася. З 1944 стала обласною газетою. У травні 1944 року відповідальним редактором газети затвердили Резнікова П.Д.
За часів СРСР «Наддніпрянська правда» — орган Херсонського обкому Компартії України та обласної Ради народних депутатів. Виходила в Херсоні 6 раз на тиждень.
Рішенням XI сесії Херсонської обласної ради від 10 вересня 1996 № 133 було затверджено договір про співзасновництво, укладений трудовим колективом газети «Наддніпрянська правда» та Херсонською обласною радою, а також статут редакції газети «Наддніпрянська правда».
У 2000-х роках газета виходила тричі на тиждень на 18 сторінках та мала тираж понад 11 000 екземплярів.
На початку 2011 року «Наддніпрянська правда», яка за СРСР була щоденною й мала мільйонний сукупний тижневий наклад, виходить дуже обмеженим тиражем — не більше сотні екземплярів. Проблеми через відсутність фінансування з боку органу місцевого самоврядування, оскільки редакція газети не може знайти спільної мови з керівництвом ради. Суперечності між співзасновниками газети неодноразово розглядалися в суді. Справа доходила до Вищого господарського суду України.

## Нагороди
- Орден «Знак Пошани» (1967 р.)
- Почесна Грамота Президії Верховної Ради УРСР (1977 р.)

## Адреса редакції
73034, Україна, м. Херсон, Миколаївське шосе, 5-й км.